# Ödeshög (gemeente)
Ödeshög is een Zweedse gemeente in Östergötland. De gemeente behoort tot de provincie Östergötlands län. Ze heeft een totale oppervlakte van 672,1 km² en telde 5520 inwoners in 2004.

## Plaatsen
| # | Plaats           | Inwoneraantal |
| - | ---------------- | ------------- |
| 1 | Ödeshög (plaats) | 2 651         |
| 2 | Hästholmen       | 372           |
| 3 | Heda             | 64            |